# Juanín García
Juanín García Lorenzana (ur. 28 sierpnia 1977 w Leónie) – hiszpański piłkarz ręczny, reprezentant kraju. Obecnie występuje w hiszpańskiej Lidze ASOBAL, w drużynie FC Barcelona Intersport. Występuje na pozycji lewoskrzydłowego. W 2005 roku zdobył złoty medal Mistrzostw Świata. Podczas Igrzysk Olimpijskich 2008 w Pekinie zdobył brązowy medal olimpijski.

## Sukcesy

### reprezentacyjne
- 2005: mistrzostwo Świata
- 2008: brązowy medal olimpijski

### klubowe
- 1999, 2010: puchar ASOBAL
- 2001, 2006, 2011, 2012, 2013: mistrzostwo Hiszpanii
- 2002, 2007, 2009, 2010, 2013: puchar Króla
- 2008, 2009, 2010: wicemistrzostwo Hiszpanii
- 2007, 2008, 2009, 2013: superpuchar Hiszpanii
- 2010, 2013: finalista Ligi Mistrzów
- 2011: zwycięstwo w Lidze Mistrzów
- 2014: brązowy medal Ligi Mistrzów

## Nagrody indywidualne
- 2004: najlepszy lewoskrzydłowy Igrzysk Olimpijskich (Ateny)
- 2003/2004, 2004/2005, 2005/2006, 2006/2007, 2007/2008, 2009/2010[1], 2010/2011, 2012/2013: najlepszy lewoskrzydłowy sezonu w Lidze ASOBAL
- 2008: Król strzelców Igrzysk Olimpijskich w Pekinie (49 bramek)